# Turytt
Turytt è un personaggio immaginario che compare nei fumetti pubblicati dalla DC Comics. Comparve per la prima volta in Green Lantern (vol. 4) n. 11 (giugno 2006), nella seconda parte della storia Revenge of the Green Lanterns.

## Biografia del personaggio

### Premessa
Turytt è un alieno umanoide molto alto con potenti muscoli, la pelle rossa, una coda di cavallo bionda che gli scende dal centro della testa e e delle corna protuberanti e scheggiate che gli escono fuori dagli addominali obliqui, dalle braccia e dalla testa. Altri segni distintivi includono delle chele su ogni mano e una forza super umana. Turytt somiglia vagamente al vecchio nemico di Superman, Doomsday. Si sa molto poco del passato di questa Lanterna Verde che fu nota a tutti con il nome di Turytt. Ciò che si sa, tuttavia, è che fu convocato dal settore spaziale 786 e che è il successore di Ke'Haan di Varva. Se proviene o no dallo stesso pianeta, è ancora da chiarire. Turytt prende il suo ruolo di Lanterna Verde molto seriamente e lo si vide molto irritato dal tradimento al Corpo da parte di Hal Jordan, e specialmente la morte del suo predecessore. Come Lanterna Verde, il suo primo dovere fu quello di informare la famiglia di Ke'Haan della sua scomparsa, e condividendo il loro dolore gli promise di cercare il responsabile della sua morte.

### Recluta Lanterna Verde del settore 786
Mentre Turytt non era esperto nell'utilizzo dell'anello del potere come potevano esserlo Guy Gardner, John Stewart o Hal Jordan, fu una delle poche reclute ad aver quasi portato a termine il suo addestramento, come dimostra l'emblema del Corpo che porta sulla cintura, contrariamente al logo vuoto che porta invece chi è ancora in addestramento. La sua reputazione lo rese anche il favorito delle reclute femminili.
Finalmente rintracciò l'assassino di Ke'Haan su Oa e si confrontò contro la Lanterna più esperta. Hal Jordan tentò di ragionare con lui, ma invece, si presentò e procedette con l'istigare un volo sia con Jordan che con Gardner. Hal Jordan rifiutò di controbattere. Guy Gardner, tuttavia, non ebbe alcun problema, e Turytt si ritrovò sbattuto a terra da un pugno ben piazzato da Gardner.
I suoi fan "reclute" procedettero con l'attaccare le due Lanterne più esperte, nonostante il fatto che non venne ferito. Insieme al resto delle reclute, fu rimproverato da Kilowog e Salaak che diedero a lui e alle sue "groupies" settanta demeriti per il loro comportamento.
Hal Jordan e Guy Gardner ritornarono ai Difensori di Oa e non è chiaro come reagì al ritorno del suo predecessore e degli altri Difensori di Oa.
Turytt partecipò alla Guerra contro i Sinestro Corps, e durante il dibattito a proposito dell'assassinio di Amon Sur da parte di Laira. Tenne anche una veglia in memoria dei membri deceduti del Corpo, la notte dopo la sconfitta di Sinestro. Turytt dà la colpa della morte di Ke'Haan, per mano dell'Anti-Monitor, ad Hal Jordan, nonostante il fatto che non ci fosse niente che l'eroe avrebbe potuto fare.

### La notte più profonda
Uno sciame di anelli neri del potere scesero su Oa, trasformando tutte le Lanterne Verdi cadute della cripta in Lanterne Nere, che prontamente attaccarono le Lanterne Verdi viventi. Turytt è una delle tante Lanterne Verdi che si opposero agli attaccanti non-morti.